# Ardeen
Ardeen ist eine Buchreihe der Autorin Sigrid Kraft. Sie spielt in der gleichnamigen Fantasywelt und beschreibt die Geschichte des Prinzen Raiden, seines Sohnes Ravenor und dessen Freund Eryn. Die Bücher heben sich durch den Verzicht phantastischer  Kulturen wie Elfen und Zwergen ab. Stattdessen setzen die Bücher auf gar unmenschliche Kulturen wie der Drachen. Im Vordergrund stehen zudem typisch menschliche Begierden und Fehler als Motive der Helden. Weite Teile der Handlung werden durch die Folgen magischer Katastrophen getragen, die einem eigenen verständlichen System der Magie folgen.

## Ausgangslage
Ardeen ist ein Königreich in einer Welt voller Magie. Der Kontinent, in dem dieses Land liegt, ist zu Beginn der Geschichte durch eine undurchdringliche Nebelwand in zwei Teile geteilt. Der Nebel entstand als Folge eines großen Krieges zwischen Drachen und Magiern und bedeckt einen breiten Landstreifen, der Nimrod genannt wird. Seit einem halben Jahrhundert ist es keinem gelungen, dieses Gebiet zu betreten und Norden und Süden sind nur durch zwei magische Tore miteinander verbunden.

## Handlung der Hauptreihe

### Band 1: Der Kreis der Magie
Hier begleitet man zunächst den jungen Fennkrieger Eryn. Als seine Heimat in der nördlichen Bergwelt des Landes Ardeen vom Krieg heimgesucht wird, verschlägt es ihn in den Süden des Landes.
Dort wird er das erste Mal in seinem Leben mit der Magie konfrontiert und erfährt von seiner außergewöhnlichen Begabung. Zunächst wehrt sich Eryn dagegen, sein altes Weltbild aufzugeben und lehnt die Magie als einen Frevel gegen die Götter ab. Nachdem der gütige Meister Elderon es nicht schafft, den jungen Mann zur Vernunft zu bringen, überantwortet er ihn der Obhut Meister Raidens, des Herrn des Schwarzen Turmes. Der ist neben seiner Berufung zum Turmherrn auch noch Prinz des Landes Ardeen und hat sich somit um magische wie unmagische Probleme gleichermaßen zu kümmern. Eryn ist ihm ein Klotz am Bein, weswegen er keine besondere Freude verspürt, sich nun um Eryns Ausbildung kümmern zu müssen. Doch der Seelenbann, der ihn mit Meister Elderon verbindet, lässt dem stolzen Prinzen keine Wahl. Durch eine Verkettung von Umständen wirkt Prinz Raiden den Seelenbann auch auf Eryn und erschafft so eine Verbindung, die Eryn zu seinem gehorsamen Diener macht. Bald jedoch schiebt Prinz Raiden den jungen Mann zur Ausbildung in seine Eliteeinheit, „die schwarze Garde“, ab. Dort lernt Eryn unter den anderen Rekruten auch Ravenor kennen. Der ehrgeizige Mann in Eryns Alter ist einer der Bastardsöhne des Prinzen, genießt jedoch keine weiteren Privilegien als die Aufnahme in die Garde. Während Ravenor die Nerven seiner Vorgesetzten strapaziert, findet Eryn eine neue Erfüllung im Studium der Magie. Als es zu Rebellenaufständen im Nachbarland Gelderon kommt, wird auch Ardeen in den Konflikt hineingezogen und Eryn und Ravenor bestreiten ihren ersten Kampf unter dem Banner Ardeens.

### Band 2: Neue Wege
Während Ravenor versucht seinem neuen Rang als Offizier gerecht zu werden, ranken sich um Eryns Herkunft Geheimnisse, denen es gilt, auf die Spur zu kommen. Im Auftrag Prinz Raidens werden die beiden auf mehrere Missionen geschickt und der Prinz selbst versucht einen Weg zu finden, wie er die Barriere des Nimrods überwinden kann. Hofft er doch dort auf eine Lösung, wie er den Seelenbann brechen kann.

### Band 3: Nimrod
Endlich gelingt es Prinz Raiden mit Eryns Hilfe ins Nimrod zu kommen, aber dort fangen ihre Probleme erst an. Sie begegnen mehreren Monstern, bevor sie auf den Herrscher des Landes stoßen. Doch der Erhabene, ein immens mächtiger und weiser Drache, ist nicht bereit den Eindringlingen bedingungslos zu helfen. Die geheimnisvolle Stimme, die zuvor schon mit Eryn Kontakt aufgenommen hatte, fordert ihn auf, die geheimnisvollen Orte der Macht aufzusuchen, mit dem Versprechen, dass dort die Lösung verborgen liege. So beginnt eine Reise zu diesen Orten, die Prinz Raiden, Eryn und Ravenor durch das Nimrod führt. In den Bergen begegnet ihnen die Eishexe Essiya. Eine wunderschöne und magisch sehr begabte Frau, die schon vom ersten Augenblick an Ravenors Interesse genießt.
Derweil sind Meister Elderon und die Bruderschaft ahnungslos, was Prinz Raidens Erkenntnisse betrifft und der Prinz tut alles, damit dies so bleibt. Doch dann wird sein geheimes Treiben entdeckt. Aber bevor die Bruderschaft über ihn richten kann, hilft der Erhabene Prinz Raiden den Seelenbann zu unterdrücken und der Prinz  begibt sich nach Asvendin, um sich von der Bruderschaft loszusagen.

### Band 4: Das Ende der goldenen Zeit
Prinz Raiden genießt seine neuen Freiheiten und vergnügt sich mit der jungen Belisee. Weil er aber Eryn gegenüber sein Versprechen nicht hält, zieht sich dieser ins Nimrod zurück und beschließt dort den Turm Elverin wieder aufzubauen. Unerwartet erhält er Hilfe vom Forscherdrachen, dessen erklärte Lebensaufgabe es ist, seltene Spezies zu erforschen. Allen voran die Menschheit.
Ravenor erhält sein erstes Kommando und wird an die Grenze zu Gelderon versetzt.
Der Frieden zerbricht jäh, als Meister Elderon Prinz Raiden hereinlegt und ihn fortan in Aleroth dem Weißen Turm  gefangen hält. König Vicerion von Gelderon nutzt die Schwäche des Nachbarlandes und erklärt Ardeen den Krieg.

### Band 5: Der Seelenbann
Im großen Finale der ersten Bände stellen sich die Helden Prinz Raiden, Eryn, Ravenor und der Forscherdrache gemeinsam dem Feind und unternehme alles, damit sich die Dinge zum Guten wenden.

### Band 6: Die Geschenke des Drachen
Befreit vom Seelenbann kehrt zunächst Ruhe in Naganor ein. Eryn bleibt vorerst bei Prinz Raiden, von dem er noch eine Menge lernen kann. Ravenor hat diesbezüglich keine Wahl. Sein Vater gibt ihm das Kommando über die Schwarze Garde um seinen Sohn in der Nähe zu behalten.
Ardeen sieht friedlichen Zeiten entgegen. Aber dann macht der Forscherdrache seine Aufwartung und besteht auf die Geschenke, die ihm für seine selbstlose Hilfe in Sachen Seelenbann versprochen wurden. Nicht ganz freiwillig erklärt sich Prinz Raiden bereit die geforderten sieben Geschenke für den Drachen zu besorgen und Eryn und Ravenor begleiten ihn auf seinen Reisen.

### Band 7: Kleine und große Tyrannen
Der Grundstein für die kleinen Verwandten Seiner Hoheit wurde bereits in den anderen Bänden gelegt. Nun aber kommen die Kinder Asran, Gannok, Carmina und Danian nach Naganor. Der jugendliche Airyn, ein Halbbruder Ravenors sucht ebenfalls seinen Platz in der Welt, wird aber von den Erwachsenen nicht so richtig ernst genommen. Mit Gannok und Rhyenna beginnt ein neuer Handlungsstrang, der im Nachbarland Goren spielt, während Ravenor durch seine schwere Verwundung bedingt sich immer noch im Zustand des Tiefen Schlafes befindet. Der Forscherdrache bietet seine Hilfe an und versucht Ravenor aus dessen Träumen zu reißen.
In der magischen Welt herrscht nun Meister Ador über die Bruderschaft und die liebreizende Lady Syrdae spinnt ihre Intrigen, um Macht und Einfluss zu erlangen.
Mit Aileen kehrt auch eine alte Bekannte aus Band 1 zurück und bestreitet das Finale dieses Buches.

### Band 8: Verfluchte Wissenschaft
Eryn ist durch die vorhergehenden Ereignisse reichlich mitgenommen und beschließt Naganor den Rücken zu kehren. Er geht nach Elverin, um seinen eigenen Vater besser kennenzulernen. Dort aber muss er schmerzhaft erfahren, welchen Status Hybriden in der Welt der Magischen haben.
Gandrikon und Rhyenna werden zu Gejagten und fliehen vor den Drachenfeinden, doch es gelingt ihnen nicht, aus Goren herauszukommen.
Ravenor erwacht schließlich sehr geschwächt aus dem Tiefen Schlaf und erfährt schockiert, dass er nun mit Lady Sarika, der Tochter Lady Syrdaes verheiratet ist. Diese Ehe steht unter einem schlechten Stern, doch Prinz Raiden besteht auf dieser Verbindung und schickt Ravenor mit seiner jungen Braut aufs Land. Prinz Raiden selbst vergnügt sich mit Lady Syrdae und hilft ihr dabei, das Rätsel um Orydis und Kalayda zu lösen. Er ahnt nicht, dass sie über die Teile von Orydis‘ Artefakts verfügt und tatsächlich beabsichtigt, dieses wieder zusammenzusetzen.
Weder Prinz Raiden noch dem Forscherdrachen gelingt es, Eryn zu befreien und letztendlich ist es dem besonnenen Eingreifen von Meister Savyen zu verdanken, dass Eryn Elverins Mauern entkommt.

## Handlung der eigenständigen Sonderbände

### Ardeens Kindergeschichten
beschäftigt sich mit den Sorgen und Nöten der Kleinen. Hier sind Asran, Gannok, Carmina, Danian und Airyn die Haupthelden und die Erwachsenen kommen nur am Rande vor. Die Geschichten sind teilweise auch in Band 7 zu finden.

### In einem fernen Land
Prinz Raiden und Ravenor verschlägt es in ein fremdes Land, in dem ganz andere Sitten und Gebräuche herrschen als im zivilisierten Ardeen. Die Gesellschaft ist in die gottgewollte Schicht der Indrajut (Herrscher) und der Dschinai (Sklaven) aufgeteilt.
Prinz Raiden verliert vorübergehend seine magischen Kräfte und obendrein noch sein Gedächtnis. Zusammen mit Ravenor wird er in der Wüste von primitiven Sklavenhändler aufgegriffen, um dann etwas später in Dandalor als Schreiber Odi und Bademeister Otho an die Herrin Lethia verkauft zu werden. Die Dame Lethia und ihre Tochter Amida gehören dem ehemaligen Herrscherhaus Orewain an. Darum auch soll Amida mit dem Priesterkönig, dem Auserwählten verheiratet werden, um dessen Herrschaftsanspruch zu untermauern.
Während der Schreiber Odi nach seiner Erinnerung sucht, schmiedet Ravenor Fluchtpläne. Doch die Hochzeitsvorbereitungen für Amida und den Auserwählten verändern die Situation und Prinz Raiden und Ravenor werden in die Tempelstadt gebracht.
Nachdem sich ihr Weg mit dem Auserwählten gekreuzt hat, gelingt ihnen mit Amidas Hilfe die Flucht und eine Hetzjagd durch die Wüste beginnt, bis sie endlich wieder in ihr geliebtes Ardeen zurückkehren können.

## Ausgaben
- In der Hauptreihe:
  - Band 1: Der Kreis der Magie (erschienen 2013 im Fahnauer Verlag, ISBN 978-3-941436-04-6)
  - Band 2: Neue Wege (erschienen 2014 im Fahnauer Verlag, ISBN 978-3-941436-04-6)
  - Band 3: Nimrod (erschienen 2014 im Fahnauer Verlag, ISBN 978-3-941436-12-1)
  - Band 4: Das Ende der goldenen Zeit (erschienen 2014 im Fahnauer Verlag, ISBN 978-3-941436-13-8)
  - Band 5: Der Seelenbann (erschienen 2014 im Fahnauer Verlag, ISBN 978-3-941436-13-8)
  - Band 6: Die Geschenke des Drachen (erschienen 2015 im Fahnauer Verlag, ISBN 978-3-941436-15-2)
  - Band 7: Kleine und große Tyrannen (erschienen 2016 im Fahnauer Verlag, ISBN 978-3-941436-16-9)
  - Band 8: Verfluchte Wissenschaft (erschienen 2016 im Fahnauer Verlag, ISBN 978-3-941436-04-6)
  - Band 9: Orydis Fluch (erschienen im Fahnauer Verlag, ISBN 978-3-941436-21-3)

- Band 1–5 liegt auch als Sammelbox im Pappschuber vor (erschienen im Fahnauer Verlag, ISBN 978-3-941436-37-4)

- Geschichten außerhalb des Haupthandlungsstranges:
  - Ardeens Kindergeschichten (erschienen 2015 nur als E-Book erhältlich)
  - In einem fernen Land (erschienen 2017 im Fahnauer Verlag, ISBN 978-3-941436-20-6)
  - Das Artefakt (erschienen im Fahnauer Verlag, ISBN 978-3-941436-38-1)